# Інтервенціоністська економічна політика
Інтервенціоністська економіна політика (Економічний інтервенціонізм)  - це політична ідеологія, яка пропагує значну роль уряду, щодо його впливу на розвиток (вектор) економіки країни. Ця ідеологія базується на переконанні, що нерегульовані ринки можуть призвести до небажаних наслідків, таких як нерівність, ринкові відмови та економічна нестабільність. Тому прихильники економічного інтервенціонізму стверджують, що втручання уряду є необхідним для виправлення цих ринкових відмов та сприяння соціальному благополуччю.
Коріння економічного інтервенціонізму можна прослідкувати до меркантилістських політик XVI-XVIII століть, коли уряди сильно регулювали торгівлю для підвищення національного багатства. Однак, сучасна форма економічного інтервенціонізму з'явилася наприкінці XIX — на початку XX століть як відповідь на сприйняті невдачі капіталізму лібералізму, який пропагує мінімальну державну інтервенцію в економіку.
Економічний інтервенціонізм набув різних форм у різних країнах. У деяких випадках це передбачало пряме урядове контролювання ключових галузей промисловості, а в інших — регуляторні політики та соціальні програми. Незважаючи на його варіації, спільною ниткою у всіх формах економічного інтервенціонізму є віра в необхідність урядових дій для виправлення ринкових відмов та сприяння економічній стабільності та соціальному благополуччю. Найбільш відомий ідеолог інтервенціоністської економічної політики Джон Мейнард Кейнс, який стверджував, що урядовий втручання може стабілізувати економіку та запобігти рецесіям.
Наприкінці 20-го століття ідеологія економічного інтервенціонізму зазнала критики з боку пропонентів неолібералізму, які аргументували за дерегуляцію, приватизацію та вільну торгівлю. Однак, глобальна фінансова криза 2008 року відновила дискусії про роль уряду в економіці, і багато хто закликає повернутися до більш інтервенціоністських політик, щоб запобігти майбутнім економічним кризам та вирішити зростаючу нерівність.

Один з найбільш відомих представників Австрійської школи економіки Людвіг фон Мізес опублікував працю «Інтервенціонізм: економний аналіз» в якій стверджував, що  система інтервенціонізму так само далека від соціалізму, як і від капіталізму, що як третє рішення соціальної проблеми вона стоїть посередині між двома системами, і що, зберігаючи переваги обох, вона уникає недоліки, властиві обом.
Система обмеженої ринкової економіки або інтервенціонізму відрізняється від соціалізму тим, що вона все ще є ринковою економікою. Влада прагне вплинути на ринок за допомогою втручання своєї сили примусу, але вона не хоче повністю ліквідувати ринок. Воно бажає, щоб виробництво та споживання розвивалися за напрямками, відмінними від тих, які приписує безперешкодний ринок, і бажає досягти цієї мети, вводячи в роботу ринку накази, команди та заборони, для виконання яких апарат влади та обмеження стояти напоготові. Але це окремі втручання; вони не поєднуються в повністю інтегровану систему, яка регулює всі ціни, заробітну плату та відсоткові ставки, і яка, таким чином, передає напрямок виробництва та споживання в руки влади...
Позбавлення індивіда свободи вибору споживання логічно веде до скасування будь-якої свободи...

Коли економічна наука має справу з проблемами інтервенціонізму, вона має на увазі лише ті заходи, які в першу чергу впливають на засоби, а не на цілі дії. І він не має жодного іншого стандарту, за яким можна було б оцінити ці заходи, крім того, чи здатні вони досягти цілей, яких прагне влада. Той факт, що влада в змозі обмежити вибір споживання для індивіда і таким чином змінити дані ринку, виходить за межі економічної дискусії...
Центральна ідея Мізеса полягала у тому, що уряд не в змозі поліпшити становище людей. Причина полягає в тому, що народження, зростання, процвітання і занепад держави відбувається, згідно з природним законом, на який уряд може вплинути, але не може його скасувати, і будь-які спроби змінити ці природні закони не будуть на користь людям. Звідси головна ідея Мізеса — уряд має обмежити втручання у життя суспільства до мінімуму: «Найбільше зло, якого коли-небудь зазнає людина, виходить від поганої держави. Держава може бути і впродовж історії була головним джерелом зла і катастроф». Або ще: «Держава та уряд ніколи не можуть бути досконалими, тому що вони зобов'язані своїм існуванням людським вадам. Вони не можуть досягти свого — викорінення людського насильства — без насильства, тобто того самого явища, яке вона намагається викорінити». 

В загальних висновках до своєї праці «Інтервенціонізм: економний аналіз»  Людвіг фон Мізес вказує, що «економічна політика інтервенціонізму, яку її прихильники рекламують як прогресивну соціально-економічну політику, базується на помилці». 
Різноманітні заходи, за допомогою яких інтервенціонізм намагається керувати бізнесом, не можуть досягти цілей, які чесні прихильники прагнуть застосувати. Заходи інтервенції призводять до умов, які, з точки зору тих, хто їх рекомендує, насправді є менш бажаними, ніж ті, для полегшення яких вони призначені. Вони створюють безробіття, депресію, монополію, лихо. Вони можуть зробити кількох людей багатшими, але вони роблять усіх інших біднішими та менш задоволеними. Якщо уряди не відмовляться від них і не повернуться до безперешкодної ринкової економіки, якщо вони вперто продовжуватимуть намагатися компенсувати подальшими інтервенціями недоліки попередніх інтервенцій, вони зрештою виявлять, що прийняли соціалізм.
Людство має вибір лише між безперешкодною ринковою економікою, демократією та свободою з одного боку та соціалізмом і диктатурою з іншого. Третя альтернатива, інтервенціоністський компроміс, неможлива.

Якщо історія може чомусь навчити нас, це те, що жодна нація ніколи не створювала вищої цивілізації без приватної власності на засоби виробництва і що демократія була знайдена лише там, де існувала приватна власність на засоби виробництва.
Людвіг фон Мізес в своїй книзі «Соціалізм: економічний та соціологічний аналіз» пише:
Інтервенціоністська політика забезпечує тисячі і тисячі людей безпечною, спокійною і не надто напруженою роботою за рахунок решти суспільства. Socialism, p. 457
Також Людвіг фон Мізес в книзі «Людська діяльність» продовжує  аналізувати інвервенціонізм, пишучи: «у багатьох сферах адміністрування
інтервенціоністських заходів просто неможливо уникнути фаворитизму». Також він відзначає в цій же книзі, що «корупція є постійним наслідком інтервенціонізму».